# 狭脚毛蕨
狭脚毛蕨（学名：Cyclosorus stenopes）为金星蕨科毛蕨属下的一个种。